# باولو كارديناس
باولو كارديناس (بالإسبانية: Paulo Cárdenas)‏ (14 يناير 1988 في تشيلي - ) هو مدرب كرة قدم ولاعب كرة قدم تشيلي في مركز الهجوم. لعب مع كوريكو يونيدو وديبورتيس ماجالانز.

## وصلات خارجية
- باولو كارديناس على موقع قاعدة بيانات كرة القدم.إي يو (الإنجليزية)
- باولو كارديناس على موقع Soccerway.com (الإنجليزية)